# 五方色

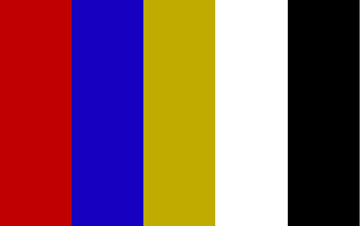
五方色

五色又稱五方正色，是東亞傳統中的五種正色，即青（藍）、赤（猩紅）、白、黑、黄五种正色，分別與東、南、西、北、中五個方位相對應。源於中國，最早出現不遲於周朝。
中国文化源远流长，未曾间断的汉字文化记录了许多上古时期的文明起源。其中对于色彩的理解不但与哲学、宗教、自然科学和医学联系在一起，同时也创造了丰富的中国古代丝织品文化。五色的概念在上古典籍中经常被提及，如《礼记》学记中的；“水无当于五色，五色弗得不章。“老子的“五色令人目盲”，淮南子的“色者，白立而无色成矣。”在周朝时，社会就有了严格的色彩规范。从官员品级到婚丧嫁娶都有严格的色彩规范 。
中国文化深刻影响了东亚国家，其中越南和朝鲜半岛同属中华文化圈。并因为是明朝属国，在服饰和习俗上继承了许多中国明代文化的特征。五方色文化同时也在汉字文化圈内传播，并成为朝鲜族的民族五色。

## 五行
中国传统色彩与五行相配，利用五行生克来解释五色的生克。这套理论应用于五方，称爲五方色，分别是：青（東）、赤（南）、黄（中央）、白（西）、黑（北）。这套理论应用于解说中國王朝的更迭，称爲“五德”，例如周朝属火德（赤色），秦朝属水德（黑色），故秦代周（水克火）。
儒家典籍《周礼》曾述及所谓“五帝”的概念。《史记正义》引《国语》就指：“苍帝（或为青帝）灵威仰，赤帝赤熛怒，白帝白招矩（或为白招拒），黑帝协光纪，黄帝含枢纽。”文献中未有实质指明五帝的姓名，纬书《尚书帝命验》称：“苍帝名灵威仰，赤帝名文祖，黄帝名神斗，白帝名显纪，黑帝名玄矩。”五方上帝分别隶属五色，分属五个方位。

## 正色与間色
五方色有五方正色与五方間色（古書亦寫作“閒色”）之分。孔子曾说“恶紫夺朱”，南梁皇侃在《论语义疏》中就依次明确了一套正色、間色的理论，认为“青、赤、白、黑、黄”是正色，而以“綠、粉紅、碧、紫、緇”爲相对应的間色，在正式用色上都用正色，而不用間色。他认为，孔夫子所谓的“恶紫夺朱”，是谓紫爲間色，赤爲正色，形容以邪代正，是值得厌恶的。

## 在朝鲜的發展

五方色與五行、四季的對應關係

五方上帝

五方色（： obangsaek）理论在朝鲜半岛较为流行，成爲朝鲜族的传统文化色彩，常被应用在韩服上。
五行正色
- 青（藍），木，東
- 赤（猩紅），火，南
- 黃，土，中央
- 白，金，西
- 黑，水，北

相生間色
- 靘：木生火
- ：火生土
- ：土生金
- 黻：金生水
- 黯：水生木

相克間色
- 綠：木克土
- 駵黃（褐）：土克水
- 紫：水克火
- 紅（粉紅）：火克金
- 碧（碧綠）：金克木

- 最右邊女子所穿的韩服唐衣袖子的配色即五方色
- 同多里
- 大韩帝国皇后的黄圓衫

## 相關發展

### 和佛教互相影響
佛教五色和道教五色（即五方色）較為相近，故佛教傳入漢地後，兩者趨同，藏地亦受影響。上座部佛教五色中的“橙色”在漢傳佛教、藏傳佛教中多用黑色、綠色代替。
端午節有系五色縷的習俗。五色縷，又名五色縷、五色線、五色糸、五彩線、长命缕等，是以五色相配所結的線縷，佩戴在手腕上、腳腕上或身上，常用為招祥避厄的護身飾物。佛教中也有五色縷，受到道教的影響，佛教五色縷也時有應用道教的五色。線縷在後世也可串以水晶、珠子，稱爲五行珠等。

### 五色旗
1906年，中華民國南京临时政府和北洋政府採取的國旗，即五色旗。五色旗所用的五色红、黄、蓝、白、黑表示與五行相呼應之五常、五聲、五音、五味、五色等傳統文化概念。另亦代表汉、满、蒙、回、藏，象征五族共和，按照民國政府的解釋，這五色同時也是五族各自喜歡的顏色。此後國內制定的各種政府機構官方旗幟，也多用到這五色。
1932年，日本扶持東北滿洲国傀儡政府，提出五族協和，也採取傳統五色作為旗幟，但對各個顏色有新的解釋：和族（红色）、漢族（蓝色）、蒙古族（白色）、朝鲜族（黑色）、滿族（黄色）。
越南各地的祠堂、道观场所及节日期间仍使用传统的五行旗，由对应五方色同心方形组成，中央印汉字或是其他符号。

## 註释
1. ↑  《周禮· 冬官考工记》：“东方谓之青，南方谓之赤，西方谓之白，北方谓之黑，天谓之玄，地谓之黄。”
2. ↑  《书· 益稷》：“以五采彰施於五色，作服，汝明。”清 孙星衍疏：“五色，东方谓之青，南方谓之赤，西方谓之白，北方谓之黑，天谓之玄，地谓之黄，玄出於黑，故六者有黄无玄为五也。”
3. ↑  《礼记· 玉藻》：“衣正色，裳色。”唐 孔颖达疏引南梁 皇侃曰：“正谓青、赤、黄、白、黑五方正色也。”
4. ↑  《论语· 阳货篇》：“恶紫之夺朱也，恶郑声之乱雅乐也，恶利口之覆邦家者。”
5. ↑  「五方正色：青赤白黑黄；五方間色：綠爲青之間，紅爲赤之間，碧爲白之間，紫爲黑之間，緇爲黄之間也。故不用紅紫，言是間色也。」
6. ↑  見《藥師七佛經》
7. ↑   [满洲国（日本在中国扶植的傀儡国家）]. 世界旗帜网. 2009-08-08  [2010-12-15]. （原始内容存档于2017-11-25） （英语）.
8. ↑  世界旗帜网（FOTW）的Vietnamese Religious and Festival Flags